# Karl Otto Henckel
Karl Otto Henckel, auch Carlos Henckel (* 1899 in Deutschland; † 1984) war ein deutscher Anatom, Anthropologe (Physische Anthropologie) und Rassentheoretiker.
Nach seiner Promotion wirkte Henckel u. a. in München. Er habilitierte 1927 an der Albert-Ludwigs-Universität Freiburg mit einer Arbeit über die Entwicklungsgeschichte des Halbaffenschädels.
Henckel lehrte in Freiburg und führte in Palästina und Württemberg Untersuchungen durch. 1929 wurde er Professor an der Universidad de Concepción in Chile, wo er unter anderem die Mapuche erforschte.
Sein mit Wilhelm Pfitzner herausgegebener Leitfaden für Situsübungen an der Leiche erschien bis 1946 in elf Auflagen. 1950 trug er mit zwei Kapitel über die Bioanthropologie der Mapuches zum Handbook of South American Indians der Smithsonian Institution bei.